# Relativity Media
A Relativity Media, LLC (também grafada como RelativityMedia e Relativity) é uma empresa americana do ramo da indústria cinematográfica sediada em West Hollywood.
Fundada em 2004 por Ryan Kavanaugh, a empresa desenvolve, produz, distribui filmes e programas de televisão.
Entre seus departamentos estão a Relativity (filmes), Relativity Music, Relativity Sports, RelativityReal, e Relativity Foreign; e duas subsidiárias: Rogue Pictures e RogueLife.
A Relativity Sports é uma das principais empresas de agenciamento esportivo dos Estados Unidos, que inclui desportistas da MLB, NFL e NBA. 